# Quintino Bocaiúva
Quintino Antônio Ferreira de Sousa Bocaiúva (Itaguaí, 4 de diciembre de 1836 — Río de Janeiro, 11 de junio de 1912) fue un periodista, escritor y político brasileño, conocido por su participación en el proceso de Proclamación de la República del Brasil. Como político, fue el primer ministro de Relaciones Exteriores de su país, entre 1889 y 1891, y presidente del estado de Río de Janeiro, entre 1900 y 1903. En la Argentina, donde lo recuerdan varias calles, es conocido como Quintino Bocayuva.

## Biografía
En 1850 se mudó a la ciudad de São Paulo, iniciando su vida profesional como tipógrafo y revisor. Si bien comenzó a estudiar Derecho, se vio obligado a abandonar los estudios por falta de recursos. En esa época, colaboró en el periódico Acaiaba (1851), donde adoptó el seudónimo de Bocaiúva (nombre común de dos especies nativas de palmeras), para afirmar su nativismo.
Defensor ferviente de las ideas republicanas, a su regreso a la ciudad de Río de Janeiro trabajó en los periódicos Diário do Rio de Janeiro (1854) y Correio Mercantil (1860-1864). Encabezó la redacción del Manifiesto Republicano, publicado el 3 de diciembre de 1870, en la primera edición del diario A República, en cuyas páginas escribió hasta 1874, cuando fundó el periódico O Globo. En 1884 fundó O Paiz, que ejerció una gran influencia en la campaña republicana.
Fue masón, siendo iniciado en la Logia Amizade (São Paulo, 1861). Era contrario a las ideas positivistas. Polémico, de discurso agresivo y lógico, en el Congresso Republicano (São Paulo, mayo de 1889) pregonó la teoría de una campaña doctrinaria por medio de la prensa por la instalación progresiva de la República.

### Carrera política
En 1889, Bocaiúva junto a un grupo de personalidades civiles y militares que estaban descontentos con el régimen monárquico (específicamente, Benjamin Constant y el mariscal Deodoro da Fonseca), fue decisivo en los acontecimientos que condujeron a la deposición del emperador Pedro II y la Proclamación de la República Brasileña. 
Fue el único civil que cabalgó, al lado de Benjamin Constant y del Mariscal Deodoro da Fonseca, con las tropas que se dirigieron al cuartel general del Ejército, en la mañana del 15 de noviembre de 1889, cuando fue proclamada la República.
Tras ello, participó del Gobierno Provisorio, asumiendo la cartera de Relaciones Exteriores. En aquel rol, negoció y firmó el Tratado de Montevideo el 25 de enero de 1890 en relación con el conflicto de límites entre Brasil y Argentina por el territorio de Misiones, que disponía la división en dos partes de igual superficie del territorio en disputa. Luego de la firma del tratado del 25 de enero de 1890, Bocaiúva fue recibido como héroe en Buenos Aires, con grandes agasajos. Cuando llegó a Brasil fue muy mal recibido y el tratado fue rechazado al año siguiente por el Congreso Nacional del Brasil, tras lo cual ambos países acudieron al arbitraje del presidente de los Estados Unidos de América, Grover Cleveland, quien finalmente falló en un laudo arbitral a favor de Brasil adjudicando todo el territorio en disputa. Bocaiúva se vio obligado a abandonar su cargo para continuar como Senador por el estado de Río de Janeiro en la Asamblea Nacional Constituyente.
Permaneció en dichas funciones hasta la votación de la Constitución (24 de febrero de 1891), luego de lo cual renunció al mandato para volver al periodismo, al frente del O Paiz. Por su destacable rol en el fomento de la prensa en su país, fue apodado por sus contemporáneos como "el Príncipe de los Periodistas Brasileños".
En 1899 fue reelegido Senador, siendo subsecuentemente escogido para gobernar el Estado de Río de Janeiro (1900-1903). Desde 1901 hasta 1904, en la masonería, fue Gran Maestro de la Gran Logia de Brasil, puesto más elevado en la jerarquía de ese orden. En 1909 volvió al Senado, ejerciendo el cargo de vicepresidente entre 1909 y 1912. En esa función, apoyó la candidatura del Mariscal Hermes da Fonseca a la presidencia de la República (1910) y, en ese mismo año, ocupó la presidencia del Partido Republicano Conservador.
Quintino Bocaiúva falleció en el barrio de Río de Janeiro donde residía, el que hoy, en homenaje, lleva el nombre de Quintino Bocaiúva. También hay una ciudad en Minas Gerais de nombre Bocaiuva. El mismo año de su fallecimiento, en la ciudad de Buenos Aires, se bautizó una calle del barrio de Almagro en su honor con el nombre de «Quintino Bocayuva».